# Trülku
| Tibetische Bezeichnung                       |
| -------------------------------------------- |
| Tibetische Schrift: སྤྲུལ་སྐུ་                    |
| Wylie-Transliteration: sprul sku             |
| Offizielle Transkription der VRCh: zhügu     |
| THDL-Transkription: trülku                   |
| Andere Schreibweisen: tülku, trulku, tulku   |
| Chinesische Bezeichnung                      |
| Traditionell: 活佛、轉世者、 呼圖克圖、化身  |
| Vereinfacht: 活佛、转世者、 呼图克图、化身   |
| Pinyin:huófó, zhuǎnshìzhě, hūtúkètú, huàshēn |

Ein Trülku  (auch Tulku; tibetisch: sprul sku; mongolisch: Qutuqtu; Sanskrit: Nirmanakaya; teilweise ungenau über den chinesischen Begriff huofo (活佛,  huófó) mit „lebender Buddha“ übersetzt) ist im Vajrayana-Buddhismus ein buddhistischer Meister, den man als bewusste, vom Vorgänger selbst bestimmte Wiedergeburt (Reinkarnation) eines früheren Meisters identifiziert hat.

## Entstehung
Wenn ein buddhistischer Übender Weisheitseinsicht (und nicht Erleuchtung) oder zumindest weit fortgeschrittene Einsicht erlangt, wird er im Sinne der Wiedergeburt vermutlich wieder unter (für die Wesen, denen er helfen kann) günstigen Umständen, zum Beispiel als Mensch in einem buddhistischen Kontext, geboren, wobei er eventuell auch während des Todes Bewusstheit besitzt und folglich Einfluss auf den Ort seiner Geburt nehmen kann. In Anlehnung daran, dass  auch der Buddha den Ort seiner Geburt bewusst gewählt haben soll.
Daraus ergibt sich im Vajrayana-Buddhismus, dass man besonders begabte Kinder als Wiedergeburt eines früheren Praktizierenden erkennt und im Sinne dieser sozialen Position ausbildet. Dazu haben sich insbesondere bei wichtigen Stellungen eine bestimmte Vorgangsweise, wie das Suchen von Kindern nach bestimmten Vorzeichen (manchmal durch einen testamentarischen Brief des Verstorbenen) und die Prüfung der in Frage kommenden Kandidaten durch Erkennen früherer persönlicher Gegenstände etc. eingebürgert. Kandidaten fallen ihrerseits dadurch auf, dass sie sich als Kinder selbst an ein früheres Leben erinnern und überraschende Details mitteilen; weiter zeigen sie besondere Fähigkeiten, wünschen die Klostergelübde zu nehmen etc. In der Regel entscheidet ein hochgestellter Lama (oder mehrere Lamas) des betreffenden Klosters über die Anerkennung.
Trülkus müssen zwar in jedem Leben erneut in die Schule gehen und Kenntnisse erwerben, tun sich aber beim Erlernen geistiger Fähigkeiten sehr leicht oder besitzen sie bereits weitgehend von vornherein (Geistesruhe, meditative Fähigkeiten, Einsicht, andere besondere Fähigkeiten). Insgesamt fördert das tibetische System junge Mönche und Nonnen sehr individuell nach ihren geistigen Fähigkeiten, wonach die Trülku-Anerkennung nur ein Aspekt dieser Förderung ist.

## Geschichte des Trülku-Systems
Das tibetische Trülku-System besteht seit vielen Jahrhunderten, und so hat man heute unter den berühmtesten Trülkus beispielsweise den „14.“ Dalai Lama oder den „17.“ Karmapa. Insgesamt gibt es zirka 1000 Trülkus. Je nach Art ihrer spirituellen Schwerpunktsetzung bezeichnet man diese Trülkus auch als Wiedergeburt eines bestimmten Bodhisattva; der Dalai Lama beispielsweise gilt als Verkörperung des Bodhisattva Avalokiteshvara, der unter anderem als Beschützer Tibets gesehen wird, während der Panchen Lama als Verkörperung des Bodhisattva Amithaba gilt.

## Genauere Begriffserklärung
Der Begriff „Trülku“ („Ausstrahlungskörper“) bezieht sich wörtlich auf jeden physischen Körper, den ein Wesen innehat, er hat also hier die Sonderbedeutung „Trülku eines bewussten/besonderen Wesens“. Dass man Trülkus anerkennt, ist eine tibetisch-mongolisch-chinesische Besonderheit, die zwar grundsätzlich entbehrlich ist, jedoch auch nicht im Widerspruch zur buddhistischen Lehre steht, denn natürlich können manche Praktizierende von Geburt an aufgrund ihrer früheren Übung bereits sehr viel weiter fortgeschritten sein als andere.
Die Realisation (tatsächliche Verinnerlichung) von Geistesruhe, Bodhichitta, oder Einsicht in die Leerheit werden gemeinhin die Gründe dafür sein, dass Schüler die Wiedergeburt ihres Lehrers nach dessen Tod suchen. In der Volksrepublik China werden „Maßnahmen zum Management der Reinkarnation lebendiger Buddhas“ ergriffen.

### Abgrenzung
Abzugrenzen ist der Trülku-Titel von anderen buddhistischen Würden wie Geshe (Gelehrter; einer, der viel gelernt hat), Khenpo (Klosterabt), Khenchen (Hauptabt) Lama (spiritueller Lehrer; dabei ist jedoch zu beachten, dass im modernen Tibetisch „Lama“ in der Regel synonym mit „Trülku“ verwendet wird), Mönch/Nonne (jemand mit bestimmten Gelübden), Yogi (ein fortgeschrittener Übender des Tantrayana). Trülkus können jeden dieser Titel im Leben erwerben, „Trülku“ sind sie – per gesellschaftlicher Anerkennung – jedoch von Geburt an.